# Wiesenthal (Thüringen)
Wiesenthal ist eine Gemeinde im thüringischen Wartburgkreis und liegt in den nordöstlichen Vorbergen der Rhön in einer weiten Talaue. Erfüllende Gemeinde für Wiesenthal ist die Gemeinde Dermbach.

## Geschichte
795 wurde das Dorf erstmals in einer Schenkungsurkunde des Klosters Fulda erwähnt. Der Ort gehörte über Jahrhunderte zum Amt Fischberg, welches sich zeitweise im Besitz der Herren von Neidhartshausen, der Herren von Frankenstein, der Grafen von Henneberg-Schleusingen, des Klosters Fulda und verschiedener Ernestinischer Herzogtümer befand.
1616 brannte das Dorf. Im Dreißigjährigen Krieg litten die Bewohner schwer. Durch den „Fischberger Rezess“ von 1764 kam der Ort vom Fürstbistum Fulda an Sachsen-Weimar-Eisenach (Amt Kaltennordheim). Nachdem durch den Wiener Kongress 1815 auch das restliche Amt Fischberg/Dermbach an Sachsen-Weimar-Eisenach gekommen war, wurde der Ort diesem wieder angegliedert.

## Kultur und Sehenswürdigkeiten

### Bauwerke
- Kirche St. Jacobus von 1722, der Turm ist jedoch älter. Die Ausstattung ist schlicht, die Kanzel ist mit Evangelistenfiguren versehen, der Taufstein stammt von 1599. Der Kirchhof war einst befestigt. Die Kirchhofsmauer weist noch Schießscharten auf.[2]
- „Schranshaus“ ist ein 1903 erbautes Haus mit ehemaligem Dorfladen, der von Mitgliedern des Wiesenthaler Heimat- und Geschichtsvereins zum Domizil gewählt wurde. Es ist beabsichtigt, in dem Haus ein kulturelles Dorfzentrum und Heimatmuseum einzurichten.[3]
- Von der ehemaligen Befestigung des Wehrhaften Friedhofs ist nur der Rest eines Rundturms erhalten.

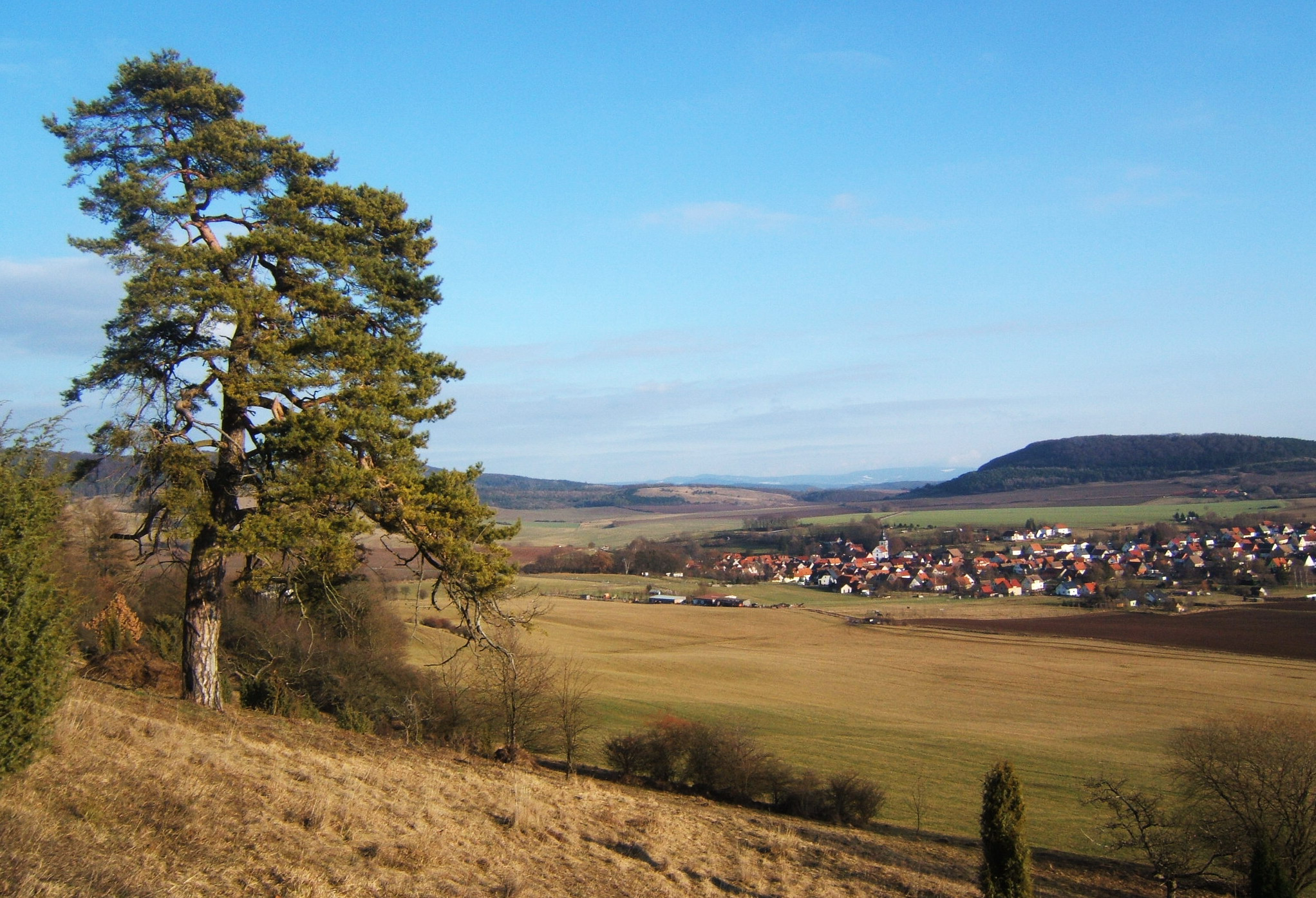
Wiesenthal und der Nebelberg

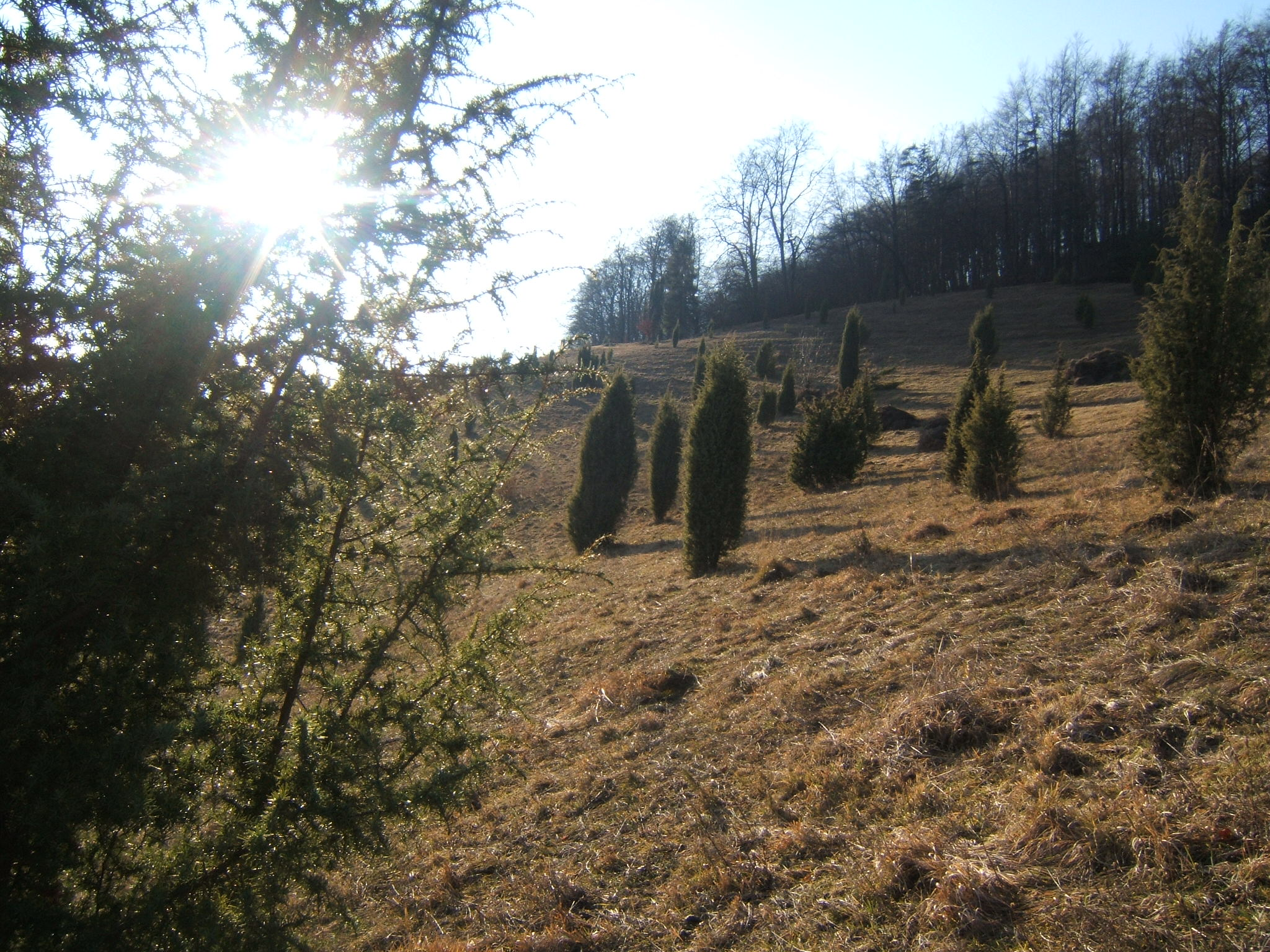
Wacholderhang in der Wiesenthaler Schweiz

### Naturdenkmäler
- Das Naturschutzgebiet Wiesenthaler Schweiz wurde erstmals am 12. September 1990 ausgewiesen und hat eine Gesamtfläche von 34 Hektar. Besonderheit ist ein großflächiger Wacholderhang.[4]
- Schon seit hunderten von Jahren ist der „Iben“- oder Eibengarten am Neuberg als eine botanische Besonderheit weit über Deutschlands Grenzen hinaus bekannt. Immer wieder ist der Eibenhain Anziehungspunkt für Naturfreunde und Wanderer. Auch die Fach- und Forstleute haben ihre helle Freude an diesem geschlossenen Eibenvorkommen, das im deutschen wie im thüringischen Raum zu den größten zählt. Der Eibengarten erstreckt sich ca. 1,25 km in der Länge des Berghanges von Nord nach Süd und ca. 0,25 km in der Breite von Ost nach West. Auf einer Fläche von 4,5 ha ist dies mit einem Bestand von 425 Bäumen, die mit 22–62 cm Durchmesser und einer Höhe von 4–12 m eines der größten geschlossenen Eibenvorkommen. Von den mitteldeutsch-thüringischen Eibenvorkommen sollen hier die ältesten Eiben stehen. Man schätzt ihr Alter auf ca. 450 Jahre. Da Wiesenthal gemeinsam mit seinen Nachbarorten im Biosphärenreservat Rhön liegt, ist auch der Ibengarten als bestehendes Naturschutzgebiet in dieses übernommen worden, die Gesamtfläche beträgt 57,79 Hektar, die Erstausweisung erfolgte bereits am 24. Januar 1932.[4]

## Politik

### Gemeinderat
Der Gemeinderat von Wiesenthal setzt sich aus acht Ratsmitgliedern zusammen:
- Wählergemeinschaft FFw Wiesenthal / Pro Wiesenthal (5 Sitze)
- Verein für Heimat- und Ortsgeschichte (3 Sitze)

(Stand: Kommunalwahl am 26. Mai 2024)

### Bürgermeister
Der seit 2004 im Amt befindliche ehrenamtliche Bürgermeister Sven Hollenbach wurde am 12. Juni 2022 wiedergewählt.

## Wirtschaft und Infrastruktur

### Wasser und Abwasser
Die Wasserver- und Abwasserentsorgung wird durch den Wasser- und Abwasserverband Bad Salzungen sichergestellt.

## Persönlichkeiten
- Hjalmar Carlsson (1896–1943), ein evangelischer Pfarrer der Bekennenden Kirche (BK) und Heimatforscher, war von 1927 bis 1937 Ortspfarrer. Nach ihm wurde im Ort eine Straße benannt.